# Eleição municipal de Arapiraca em 2020
A eleição municipal do município de Arapiraca em 2020 ocorreu no dia 15 de novembro com o objetivo de eleger um prefeito, um vice-prefeito e 17 vereadores responsáveis pela administração da cidade para o mandato a se iniciar em 1° de janeiro de 2021 e com término em 31 de dezembro de 2024.
8 candidatos disputaram a eleição, porém Odilon Tenório (PMN) anunciou em outubro sua desistência para apoiar o candidato do MDB, Luciano Barbosa, que chegou a ser expulso do partido no mesmo mês e impedido de continuar na disputa, mas um recurso o manteve na eleição.
Com a candidatura sub judice, o então vice-governador de Alagoas recebeu 59.249 votos, contra 20.874 de Fabiana Pessoa (Republicanos), que tentava se reeleger. Em dezembro, sua candidatura foi deferida por decisão unânime do TRE de Alagoas, oficializando a terceira passagem de Luciano Barbosa na prefeitura municipal (onde esteve entre 2005 e 2012).
Na eleição para vereador, Rogério Nezinho (MDB) foi o mais votado (4.908 votos), e após uma disputa judicial, sua candidatura foi deferida por unanimidade em dezembro juntamente com outros 4 vereadores (Fábio Henrique, Léo Saturnino, Dra. Fany e Márcio do Canaã), fazendo com que um novo cálculo do quociente eleitoral fosse feito. Com a recontagem, Aurélia Fernandes (PSDB), Fabinho Tenório (PP), Dorge do Queijo (Republicanos), Gustavo Temóteo (Patriota) e Emanuel Cristóvão (Avante) perderam suas vagas.

## Antecedentes
Na eleição municipal de 2016, Rogério Teófilo (PSDB) venceu Ricardo Nezinho (PMDB) por apenas 259 votos de vantagem (40.389 contra 40.130). Porém, faleceu em 7 de agosto de 2020 após uma pneumonia, e a então vice-prefeita Fabiana Pessoa (Republicanos) concluiu o mandato.

## Contexto político e pandemia
As eleições municipais de 2020 estão sendo marcadas, antes mesmo de iniciada a campanha oficial, pela pandemia do coronavírus SARS-CoV-2 (causador da COVID-19), o que está fazendo com que os partidos remodelem suas metodologias de pré-campanha. O Tribunal Superior Eleitoral (TSE) autorizou os partidos a realizarem as convenções para escolha de candidatos aos escrutínios por meio de plataformas digitais de transmissão, para evitar aglomerações que possam proliferar o vírus. Alguns partidos recorreram a mídias digitais para lançar suas pré-candidaturas. Além disso, a partir deste pleito, será colocada em prática a Emenda Constitucional 97/2017, que proíbe a celebração de coligações partidárias para as eleições legislativas, o que pode gerar um inchaço de candidatos ao legislativo. Conforme reportagem publicada pelo jornal Brasil de Fato em 11 de fevereiro de 2020, o país poderá ultrapassar a marca de 1 milhão de candidatos a prefeito, vice-prefeito e vereador neste escrutínio, o que não seria necessariamente bom, na opinião do professor Carlos Machado, da UnB (Universidade de Brasília): “Temos o hábito de criticar de forma intensa a coligação partidária, sem parar para refletir sobre os elementos positivos dela. O número de candidatos que um partido pode apresentar numa eleição, varia se ele estiver dentro de uma coligação, porque quando os partidos participam de uma coligação, eles são considerados como um único partido", afirmou Machado na reportagem.

## Candidaturas
| Nº | Candidato         | Partido       | Candidato a vice                    | Cargos relevantes ou profissão                                                        | Coligação                                                        | Tempo no horário eleitoral |
| -- | ----------------- | ------------- | ----------------------------------- | ------------------------------------------------------------------------------------- | ---------------------------------------------------------------- | -------------------------- |
| 10 | Fabiana Pessoa    | Republicanos  | Santiago da Farmácia (Republicanos) | Prefeita (2020), Vereadora (2013–2016)                                                | "Juntos Somos Todos Arapiraca" (Republicanos, Avante, PSL e PSD) |                            |
| 11 | Tarcizo Freire    | PP            | Nelson Brandão (PP)                 | Deputado estadual (2015–), Vereador (2009–2014)                                       | "A Mudança que o Povo Quer" (PP e PDT)                           |                            |
| 15 | Luciano Barbosa   | MDB           | Rute Nezinho (PL)                   | Secretário de Educação (2015–2020), Vice-governador (2015–2020), Prefeito (2005–2012) | "Para Arapiraca Voltar a Crescer" (MDB, PL, DEM, PT, PSC, PCdoB) |                            |
| 23 | Hector Martins    | Cidadania     | Professor José Edson (Cidadania)    | Advogado                                                                              | Sem coligação                                                    |                            |
| 50 | Lindomar Ferreira | PSOL          | Alice Santos (PSOL)                 | Presidente do diretório arapiraquense do PSOL                                         | Sem coligação                                                    |                            |
| 51 | Cláudio Canuto    | Patriota      | Abelardo Silva (Patriota)           | Advogado                                                                              | Sem coligação                                                    |                            |
| 77 | Gilvânia Barros   | Solidariedade | Marcos Sena (Solidariedade)         | Vereadora (2005–2020)                                                                 | Sem coligação                                                    |                            |

### Retirou a candidatura
| Nº | Candidato      | Partido | Candidato a vice                                    | Cargos relevantes ou profissão | Coligação                                          | Tempo no horário eleitoral |
| -- | -------------- | ------- | --------------------------------------------------- | ------------------------------ | -------------------------------------------------- | -------------------------- |
| 33 | Odilon Tenório | PMN     | Brunna Vitória (PTC) (substituída por Jackson Gama) | Aposentado                     | "Arapiraca, Nossa Cidade Quer Mudança" (PMN e PTC) |                            |

## Resultados

### Prefeito
| Candidato(a)           | Candidato(a)                    | Vice                                | 1º turno 15 de novembro de 2020 | 1º turno 15 de novembro de 2020 |
| Candidato(a)           | Candidato(a)                    | Vice                                | Total                           | Porcentagem                     |
| ---------------------- | ------------------------------- | ----------------------------------- | ------------------------------- | ------------------------------- |
|                        | Luciano Barbosa (MDB)           | Rute Nezinho (PL)                   | 59.249                          | 54,56%                          |
|                        | Fabiana Pessoa (Republicanos)   | Santiago da Farmácia (Republicanos) | 20.874                          | 19,22%                          |
|                        | Tarcizo Freire (PP)             | Nelson Brandão (PP)                 | 16.376                          | 15,08%                          |
|                        | Gilvânia Barros (Solidariedade) | Marcos Sena (Solidariedade)         | 7.021                           | 6,47%                           |
|                        | Cláudio Canuto (Patriota)       | Abelardo Silva (Patriota)           | 2.517                           | 2,32%                           |
|                        | Hector Martins (Cidadania)      | Professor José Edson (Cidadania)    | 2.101                           | 1,93%                           |
|                        | Lindomar Ferreira (PSOL)        | Alice Santos (PSOL)                 | 460                             | 0,42%                           |
|                        | Odilon Tenório (PMN)            | Jackson Gama (PMN)                  | 0                               | 0%                              |
| Total de votos válidos | Total de votos válidos          | Total de votos válidos              | 49.349                          | 42,62%                          |
| → Votos em branco      | → Votos em branco               | → Votos em branco                   | 2.467                           | 2,13%                           |
| → Votos nulos          | → Votos nulos                   | → Votos nulos                       | 4.713                           | 4,07%                           |
| Total de votos         | Total de votos                  | Total de votos                      | 115.778                         | 100%                            |
| Abstenções             | Abstenções                      | Abstenções                          | 27.409                          | 19,14%                          |
| Total de inscritos     |                                 |                                     |                                 |                                 |

## Vereadores eleitos
Representação eleita
  PMDB: 5
  PSDB: 4
  REP: 3
  PROS: 2
  PP: 2
  AVANTE: 1
  PSC: 1
  PSL: 1

Fonteː
| Candidato eleito    | Partido      | Votação | Porcentagem | Cidade onde nasceu | Unidade federativa |
| Rogério Nezinho     | MDB          | 4.908   | 4,54%       | Arapiraca          | Alagoas            |
| Pablo Fênix         | PSDB         | 3.653   | 3,38%       | Arapiraca          | Alagoas            |
| Sérgio do Sindicato | PSDB         | 3.481   | 3,22%       | Arapiraca          | Alagoas            |
| Fábio Henrique      | MDB          | 3.312   | 3,07%       | Arapiraca          | Alagoas            |
| Thiago ML           | PROS         | 3.256   | 3,01%       | Recife             | Pernambuco         |
| Léo Saturnino       | MDB          | 2.770   | 2,56%       | Arapiraca          | Alagoas            |
| Fabiano Leão        | PSDB         | 2.523   | 2,34%       | Arapiraca          | Alagoas            |
| Alison da TIM       | Republicanos | 2.366   | 2,19%       | Arapiraca          | Alagoas            |
| Dr. Fábio           | PSDB         | 2.222   | 2,06%       | Arapiraca          | Alagoas            |
| Túlio Freire        | PP           | 1.982   | 1,83%       | Arapiraca          | Alagoas            |
| Adriano Targino     | PP           | 1.982   | 1,83%       | Arapiraca          | Alagoas            |
| Márcio Marques      | Republicanos | 1.793   | 1,66%       | Arapiraca          | Alagoas            |
| Dra. Fany           | MDB          | 1.690   | 1,56%       | Arapiraca          | Alagoas            |
| Melquisedec         | PROS         | 1.611   | 1,49%       | Arapiraca          | Alagoas            |
| Edvânio do Cangandu | Avante       | 1.577   | 1,46%       | Arapiraca          | Alagoas            |
| Márcio do Canaã     | MDB          | 1.468   | 1,36%       | Arapiraca          | Alagoas            |
| Ginaldo Bicudo      | Republicanos | 1.383   | 1,28%       | Arapiraca          | Alagoas            |
| Zé Carlinhos        | PSC          | 908     | 0,84%       | Maceió             | Alagoas            |
| Vicente do Remédio  | PSL          | 726     | 0,67%       | Igaci              | Alagoas            |